# Balaxil
Balaxil är en ort i Mexiko.   Den ligger i kommunen Oxchuc och delstaten Chiapas, i den sydöstra delen av landet, 800 km öster om huvudstaden Mexico City. Balaxil ligger 1 931 meter över havet och antalet invånare är 205.
Terrängen runt Balaxil är lite bergig. Runt Balaxil är det ganska tätbefolkat, med 75 invånare per kvadratkilometer. I omgivningarna runt Balaxil växer i huvudsak städsegrön lövskog.